# Медведево (Тотемский район)
Медве́дево — деревня в Тотемском районе Вологодской области.
Входит в состав Пятовского сельского поселения (до 2015 года — в состав Медведевского сельского поселения и являлось его административным центром).
Расположена между руслами рек Большая Нореньга и Малая Нореньга, недалеко от их впадения в Сухону. Расстояние до районного центра Тотьмы по автодороге — 17,1 км, до центра муниципального образования посёлка Камчуга по прямой — 8 км. Ближайшие населённые пункты — Горелая, Заборная, Запольная, Лобаниха, Совинская.

## Население
По переписи 2002 года население — 153 человека (74 мужчины, 79 женщин). Преобладающая национальность — русские (96 %).
| 2010 |
| ---- |
| 144  |

## Достопримечательности
В деревне расположены памятники архитектуры церковь Воскресения Христова и дом Фоминского. Недалеко от деревни, за рекой Большая Нореньга, находится памятник архитектуры местного значения Больше-Нореньгский могильник XI—XII веков. Статус охраны памятника установлен решением облисполкома № 433 от 11.09.1957.